# Росица Кирова
Росица Любенова Кирова е български политик от партията ГЕРБ.
От април 2021 година последователно е избирана за народен представител от 5-и МИР – Видин. Заместник-председател на XLVI, XLVII, XLIX и L народно събрание. От 25 април 2024 г. до първото заседание на 50-то Народно събрание е временно изпълняваща длъжността председател на Народното събрание, след като Росен Желязков е освободен от поста.

## Биография
Росица Кирова е родена на 1 януари 1970 година във Видин, България. През 1983 г. участва във Втората международна детска асамблея „Знаме на мира“, организирана от Людмила Живкова.
Завършва гимназия с преподаване на чужди езици „Йордан Радичков“. Завършва филология във Великотърновския университет с магистърска степен. Специализантка е на Техническия университет по „Маркетинг и бизнес“.

## Бизнес кариера
Бизнес кариерата ѝ е свързана с управление в частния бизнес. Била е собственичка на „Дунавски драгажен флот Видин“ АД – фирма за дренаж и инертни материали, както и на ДДФ ЕАД – също за дренажни и интертни материали, „Интер Солар 12“ ЕООД, „Росита“ АД за увеселителни паркове, „Венти Енерджи“ (еднолично акционерно дружество, основано през 2025 г.) – за източници на възобновяема енергия, и участничка в други като едноличен собственик на капитала, действителен собственик, представител и член на управителен съвет.

## Политическа кариера
През 2015 г. се кандидатира за кмет на Видин от гражданско обединение „Единни за промяна“, създадено същата година.
През 2020 г. се включва в новосъздадената партия „Има такъв народ“ (ИТН), на която става областен координатор за Видин. Няколко месеца по-късно е отстранена от този пост и изключена от ИТН, след като е заснета в джипа на премиера Бойко Борисов при негово посещение в града, тъй като по думите на Слави Трифонов „нарушава морала и устава“.
Поканена е от Бойко Борисов да бъде водач на листата на коалиция „ГЕРБ-СДС“ във Видин за парламентарните избори през април 2021. Заявява, че причина да приеме поканата са приоритетите за Северозападна България – разширяването на пътя участъка Видин – Ботевград от Републикански път I-1 и изпълнението на процедурите за тунела под Петрохан. Избрана е за депутат в XLV народно събрание. 
През първия си мандат Росица Кирова организира парламентарни дискусии за обсъждане на стъпки за развитието на минералните находища. Като заместник-председател на Народното събрание през ноември 2021 г. учредява стипендии за талантливи ученици от видинските гимназии: „Изследователи на знанието“.
На извънредните парламентарни избори на 2 октомври 2022 г. Росица Кирова е водач на листата на коалиция ГЕРБ-СДС в 5-ти МИР Видин. Коалицията получава 28,75 % от гласовете на избирателите, като разликата от следващите в класирането е над 11 %.
На следващите извънредни избори на 2 април 2023 г. също е водач на листата на същата коалиция, която печели с 29.91%.
На предсрочните парламентарни избори на 9 юни 2024 г. листата, която ръководи, е на първо място по гласове, а на парламентарните избори на 27 октомври същата година коалицията печели 28.56%.

## Критики и скандали
През ноември 2022 г. Росица Кирова защитава връщането на хартиените бюлетини с аргумента, че възрастните хора били неспособни да „цъкат по екрани“, допълвайки, че „ако начинът на гласуване нямаше значение, щяхме да си изберем прескок на кобила – който успее да я прескочи (кобилата, б.р.), може да гласува, а който не – може да гледа“.
През февруари 2024 г., по време на заседание на анкетната комисия „Нотариуса“, Росица Кирова омаловажава скандала с Веселин Денков, един от подателите сигнали за тормоз и изнудване от групировката, държан 9 месеца в арест без разпит и освободен едва след разследване на Антикорупционния фонд. Председателят на анкетната комисия Никола Минчев ѝ отправя остра критика, както и потърпевшият Денков.
През 2025 г., по време на избора на омбудсман от LI народно събрание, когато е избрана предложената от ГЕРБ Велислава Делчева, Росица Кирова в качеството си на председател на Комисията за прякото участие на гражданите, жалбите и взаимодействието с гражданското общество чете от трибуната списъка на гражданските организации, които подкрепят кандидатурата на Мая Манолова за омбудсман. По време на четенето многократно избухва в смях при имената на организациите и предмета им на дейност. Поради скандалното ѝ поведение Националната гражданска инициатива „Системата ни убива“ иска оставката ѝ: „Тя се присмя на хора и организации, борещи се за справедливи каузи и заявили подкрепата си за Мая Манолова“, изтъквайки, че „Кирова оглавява Комисията за прякото участие на гражданите и взаимодействието с гражданското общество и за нас е непонятно как подобно персона може да взаимодейства с хора, към които демонстрира безподобно пренебрежение“; също така се настоява всички народни представители и председателя на НС да се разграничат от подобно непристойно поведение. Мая Манолова също настоява Росица Кирова да се извини на организациите и гражданите. Следва извинение от Кирова.